# Andrés Jiménez Fernández
Andrés Jiménez Fernández, född 6 juni 1962, är en spansk basketspelare som tog tog OS-silver 1984 i Los Angeles. Detta var Spaniens första medalj i basket vid olympiska sommarspelen. Det kom att dröja till baskettävlingarna vid olympiska sommarspelen 2008 i Peking innan Spanien tog sin nästa medalj. Han har spelat för klubbarna Joventut Badalona och FC Barcelona Bàsquet i Liga ACB.